# Johan Wickbom
Johan Anders Olof Wickbom, född 24 november 1851 i Hjo landsförsamling, död 4 juni 1930 i Kalmar, var en svensk seminarierektor. Han son till apotekaren i Hjo, senare lantbrukaren på Borbäckstorp i Hjo Carl Wickbom och Adelaïde Kexerus. 
Wickbom blev student vid Uppsala universitet 1873, där han 1874–1875 avlade teologiska examina. Han prästvigdes för Skara stift 1875. Wickbom var därefter folkskoleinspektör i Vänersborg 1876–1877, seminarieadjunkt i Stockholm 1877–1878, i Växjö 1878–1879, i Kalmar 1879. Han var rektor för Rostads folkskoleseminarium i Kalmar 1894–1916, men tjänstledig 1912–1916 och folkskoleinspektör i Kalmar stift 1892–1904. Wickbom var ledamot av tvångsuppfostringskommittén 1896–1899 och seminariekommittén 1906–1907. Han skrev bland annat Minnesteckningar öfver prästmän i Kalmar stift aflidna 1909-15 (1916), Det ordinarie prästerskapet vid Kalmar domkyrka 1682–1918 (1918) och Kalmar stifts bibelsällskap 1818–4 november 1918 (1919). Wickbom är begravd på Södra kyrkogården i Kalmar.